# Michael von Abercron

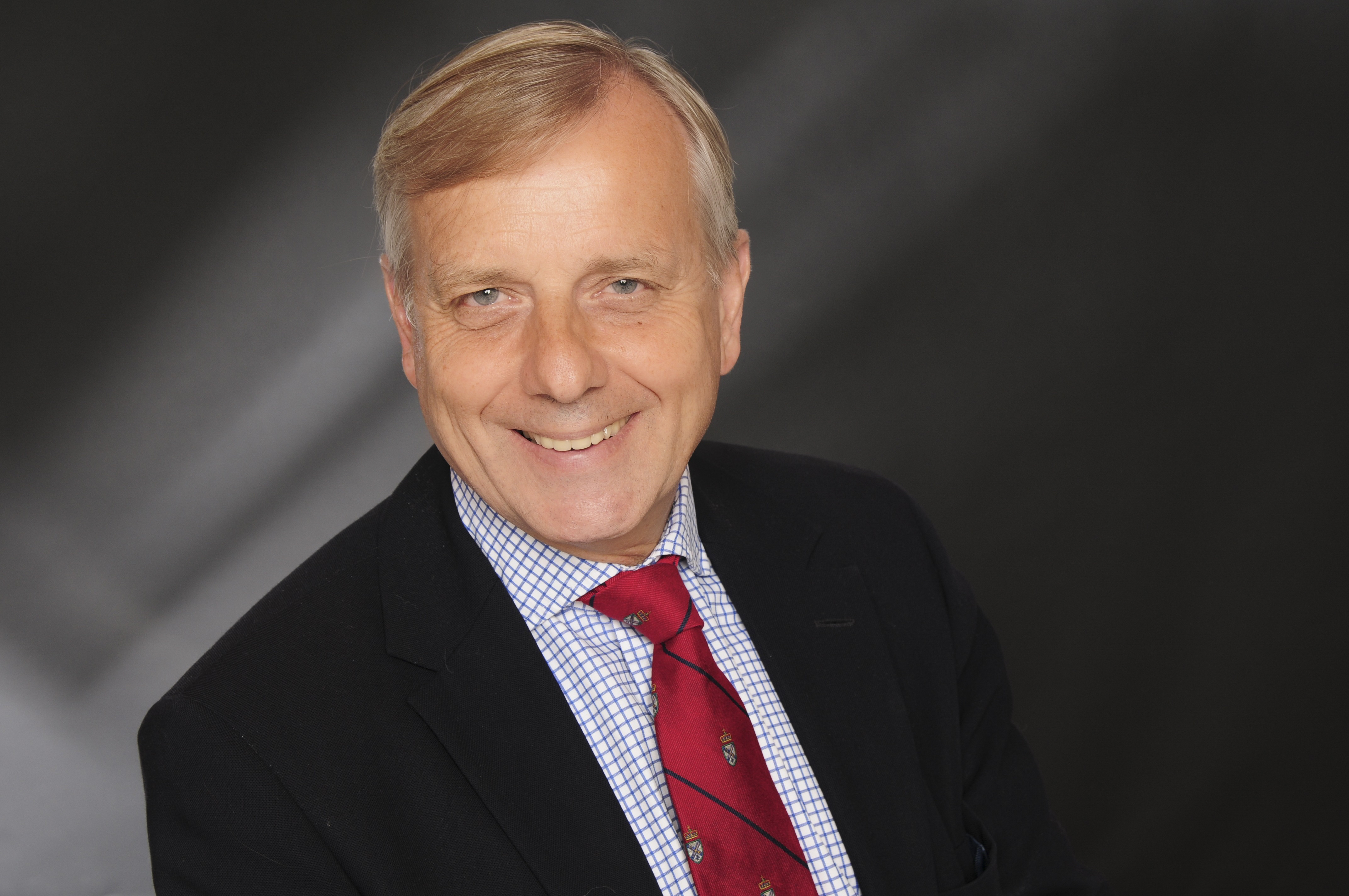
Michael von Abercron (2017)

Michael von Abercron (* 17. November 1952 auf Gut Ehlerstorf, Kreis Ostholstein) ist ein deutscher Politiker (CDU) und war von 2017 bis 2021 Bundestagsabgeordneter.

## Herkunft, Ausbildung und Beruf
Er ist Angehöriger der Familie Abercron und Sohn des Gutsbesitzers Friedrich-Karl von Abercron (1914–2002) und der Huberta Freiin von Rodde (1919–2015). Von Abercron wuchs auf dem elterlichen Gut in Ostholstein auf.
Nach dem Abitur 1972 in Lübeck war er zwei Jahre Soldat auf Zeit bei der Bundesmarine, wo er als Reserveoffizieranwärter der Crew VII/73 zugeordnet wurde und an der 44. Auslandsausbildungsreise des Schulschiffs Deutschland teilnahm. Er studierte anschließend von 1975 bis 1980 Agrarwissenschaft an der Christian-Albrechts-Universität zu Kiel und schloss mit dem Diplom ab.
Nach dem Studium arbeitete er von 1980 bis 1984 zunächst als wissenschaftlicher Mitarbeiter am Institut für Pflanzenernährung und Bodenkunde an der Universität Kiel, wechselte dann aber als Trainee in die chemische Industrie zur Ciba-Geigy GmbH in Frankfurt am Main. 1985 wurde er an der Universität Kiel zum Doktor der Agrarwissenschaften promoviert. Von 1985 bis 1989 war er Leiter der Pressestelle des landwirtschaftlichen Forschungsverbandes VDULFA, wurde dann aber 1990 zum Geschäftsführer des Wirtschaftsrats der CDU in Kiel berufen und blieb in dieser Position bis 1999. Anschließend wechselte er als wissenschaftlicher Mitarbeiter in die CDU-Landtagsfraktion im Schleswig-Holsteinischen Landtag und fungierte 2001 für ein Jahr auch als Landesgeschäftsführer der CDU. 2002 wurde er geschäftsführender Gesellschafter der „med logistik Service GmbH“ in Elmshorn.
2005 wechselte er in das damalige Ministerium für Landwirtschaft, Umwelt und ländliche Räume in Kiel und fungierte bis zu seiner Wahl in den Kieler Landtag 2009 als Büroleiter des Ministers Christian von Boetticher. Nach seinem Ausscheiden aus dem Landtag 2012 kehrte er in die Verwaltung zurück und wirkte dort bis 2016 als Referent für Klimaschutzfragen.
Von Abercron ist evangelisch-lutherischer Konfession, verheiratet und hat zwei Töchter (* 2006, * 2012).

## Politik
Von Abercron ist Mitglied der CDU. Für seine Partei war er 2001 Bürgermeisterkandidat in Elmshorn und führte von 2003 bis Ende 2012 den CDU-Ortsverband als Vorsitzender. 2003 bis 2008 war er als Stadtverordneter der Stadt Elmshorn aktiv. Bei der vorgezogenen Landtagswahl in Schleswig-Holstein 2009 wurde er im Landtagswahlkreis Elmshorn als Direktkandidat mit 36,0 % der Erststimmen in den Landtag gewählt. Im Landtag war er Mitglied des Innen- und Rechtsausschusses sowie des Umwelt- und Agrarausschusses. Bei der Landtagswahl in Schleswig-Holstein 2012 konnte er allerdings sein Mandat nicht verteidigen.
Von Abercron wurde am 5. November 2016 als Nachfolger des Parlamentarischen Staatssekretärs und CDU Bundestagsabgeordneten Ole Schröder als Direktkandidat im Wahlkreis 007 / Pinneberg für die Bundestagswahl 2017 aufgestellt. Er errang mit 39,7 % der Erststimmen ein Mandat. Im 19. Deutschen Bundestag war er ordentliches Mitglied im Ausschuss für Ernährung und Landwirtschaft und im Ausschuss für Bildung, Forschung und Technikfolgenabschätzung sowie stellvertretendes Mitglied im Ausschuss für Umwelt, Naturschutz und nukleare Sicherheit.
Beim Beschluss über die Änderung des Parteiengesetzes im Juli 2018 mit dem Ziel einer Erhöhung des Budgets der Parteienfinanzierung stimmte von Abercron als einziges Mitglied der CDU/CSU-Fraktion im Bundestag mit Nein.
Bei der Bundestagswahl vom 26. September 2021 büßte von Abercron in seinem Wahlkreis Pinneberg 13,4 Prozentpunkte Erststimmen ein und unterlag mit 26,5 % gegen seinen Herausforderer Ralf Stegner (SPD), auf den 30,1 % der Erststimmen entfielen. Von Abercron hatte auf der Landesliste seiner Partei den Platz 9; vier Kandidaten kamen über diese Landesliste an ein Mandat. Von Abercron wurde somit als Abgeordneter nicht wieder gewählt und schied aus dem Bundestag aus.